# Saint-Martin-le-Beau
Saint-Martin-le-Beau – miejscowość i gmina we Francji, w Regionie Centralnym, w departamencie Indre i Loara.
Według danych na rok 1990 gminę zamieszkiwało 2427 osób, a gęstość zaludnienia wynosiła 132 osoby/km² (wśród 1842 gmin Regionu Centralnego Saint-Martin-le-Beau plasuje się na 151. miejscu pod względem liczby ludności, natomiast pod względem powierzchni na miejscu 726.).